# Tapiramutá
Tapiramutá este un oraș în statul Bahia (BA) din Brazilia.